# Helmolt (Adelsgeschlecht)
Helmolt, auch Helmold, ist der Name eines deutschen Adelsgeschlechts.

## Geschichte
Die Familie trat zunächst im Raum Göttingen auf. Sie ist in Duderstadt ab dem Einsetzen der Annalen Ende des 14. Jahrhunderts mit vielen Mitgliedern urkundlich, darin zuerst 1396/7 mit dem Weber Hans Helmolt, der im Sackviertel ansässig war. Ein Teil des Geschlechts wurde in Göttingen ansässig. Die frühen Angehörigen gehörten vor allem dem Kaufmannsstand an.
Die Stammreihe beginnt mit Bertold Helmold gen. der Schwarze aus Duderstadt, 1390 Bürger in Göttingen. Seine Gemahlin war Jutta von Hagen aus Duderstadt. Die von (dem) Hagen waren ein ritterbürtiges Duderstädter Ratsherrengeschlecht, eines Stammes mit den eichsfeldischen von Hagen anderen Wappens. Hans von dem Hagen († 1428) war mit seinen Brüdern 1378, 1385 und 1392 urkundlich Burgmannen zu Burg Gieboldehausen, 1399/1400 und 1404/5 ist er als Duderstädter Ratsherr nachgewiesen. In ihren ältesten Siegeln führten die von (dem) Hagen nicht einen liegenden Ast oder Stamm mit oben sieben Flammen nebeneinander, sondern 1381 im Schild einen Helm, der als Helmzier mit sieben Federn besteckt ist.
Bertolds Enkel Heinrich Helmold († 1491), Bürger in Göttingen, erhielt am 14. Oktober 1457 zu Völkermarkt einen kaiserlichen Wappenbrief. Verheiratet war er mit Margarete von Münden. Ab 1451 war er Ratsherr, ab 1489 Bürgermeister zu Göttingen. 1490 stiftete Heinrich Helmolt aus Göttingen das Gewölbe des Chors der Kirche St. Cyriakus in Duderstadt. Am Schlussstein des Gewölbes ließ er das Helmolt'sche Wappen darstellen. Dessen Enkel Georg ließ sich in Thüringen nieder. Zuletzt war die Familie dort u. a. in Bilzingsleben und Kannawurf (ab 1726) begütert.
Heinrichs Urenkelin Catharina Helmolt (* 1534 in Göttingen; † 1577 in Wülfinghausen), deren wappengeschmücktes Epitaph erst in und dann außen an der Marktkirche zu Hannover erhalten war, heiratete den herzoglich braunschweig-lüneburgischen Sekretär und Amtmann des Klosters Wülfinghausen Georg Reiche († 1573 in Wülfinghausen). Sie war die Mutter des Hannoveraner Bürgermeisters Erich Reiche.
In der Münsterkirche St. Alexandri (Einbeck) befindet sich das Epitaph von Anna Helmold und ihrem zweiten Gatten, Andreas Olemann († 1604), welcher zunächst Stadtschreiber, ab 1559 Syndikus und ab 1567 bis 1602 mehrfach Bürgermeister von Einbeck war. Ihr erster Ehemann war Balthasar Raven (Raben, Rave, Raue, Rauen), ebenfalls Jurist, aus dem Einbecker Patriziergeschlecht Raven, der 1557 verstarb. Ihre Tochter Elisabeth Olemann heiratete den braunschweig-lüneburgischen Hofrat Joachim Götz († 1617), der 1581 den Hof Olenhusen erwarb, nach dem er seit der kaiserlichen Verleihung 1591 den adligen Namen Götz von Olenhusen führte.
Christian Otto Helmoldt, herzoglich sachsen-gothaischer Oberstleutnant, erhielt am 18. September 1716 zu Wien den rittermäßigen Reichsadelsstand. Die Brüder Carl Ludwig (Karl) Helmolt, hessischer Hofgerichtsrat in Gießen, und Ernst Helmolt, hessischer Landgerichtsassessor in Friedberg, erhielten am 4. Mai 1824 zu Darmstadt im Großherzogtum Hessen ein Anerkennungsdiplom. Ebenso am 17. August 1853 die Brüder Georg, Posthalter in Friedberg, Wilhelm, Gutsbesitzer in Ober-Erlenbach, und Ludwig Helmolt, Gutsbesitzer in Erlenbach bei Erbach, Odenwald. Preußischer Adelsstand durch Allerhöchste Kabinettsorder zu Berlin 25. Januar 1911 für des 1811 verstorbenen Bürgermeisters Ludwig Helmolt in Moringen, Hannover, Deszendenz.

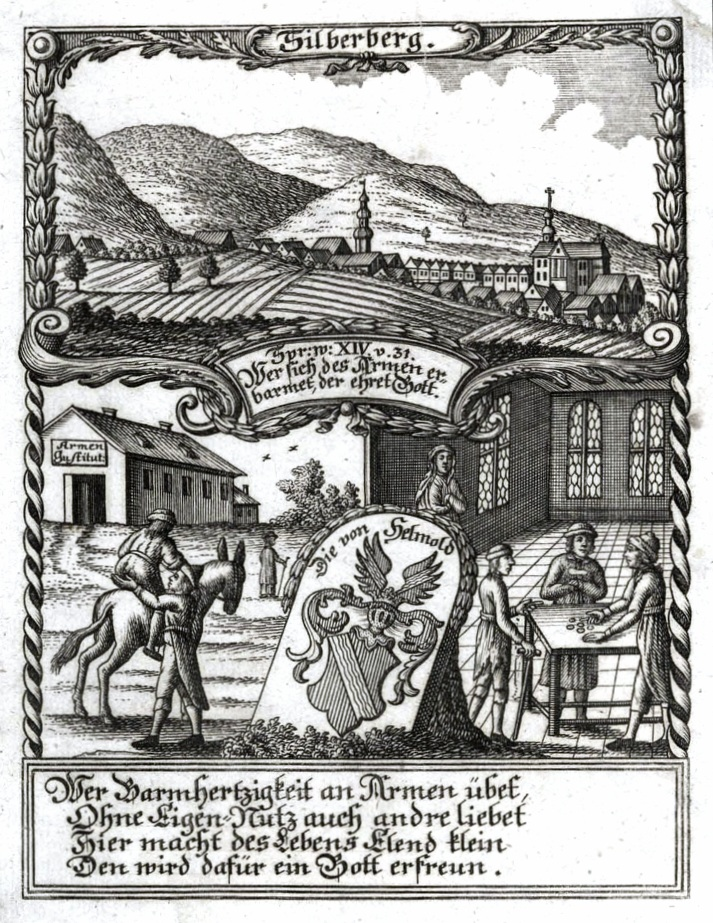
Wappen derer von Helmolt mit einer Ansicht von Silberberg und einer biblischen Darstellung, 1792 (ohne inhaltlichen Bezug zueinander)

## Wappen
Das Wappen von 1457 zeigt (wie alle Folgewappen) in Rot einen silbernen Schrägrechtsbach. Auf dem Helm mit rot–silbernen Helmdecken ein offener, je mit dem Bach schräg–auswärts belegter roter Flug.

## Persönlichkeiten
- Christian Otto von Helmolt (1658–1727), sachsen-gothaischer Obristleutnant, sachsen-weißenfelsischer Kammerrat sowie Erbherr auf Kannawurf und Bilzingsleben
  - Friedrich August von Helmolt (1690–1755), kursächsischer Rittergutsbesitzer und Amtshauptmann, der im Amt Sachsenburg tätig war
    - Christian Friedrich von Helmolt (1721–1779), kursächsischer Amtshauptmann im Thüringischen Kreis und Erb-, Lehn- und Gerichtsherr auf Kannawurf
- Christian Georg von Helmolt († 1805), sachsen-gothaischer Obrist des Gardekorps, Geheimer Rat, Schlosshauptmann und Rittergutsbesitzer
- Ludwig von Helmolt (1769–1847), preußischer Landrat
- Georg von Helmolt (1876–1946), hessischer Politiker (HBB)
- Katharina von Helmolt, deutsche Linguistin und Kommunikationswissenschaftlerin, Professorin an der Hochschule für angewandte Wissenschaften München